# エスター・ズュス
エスター・ズュス（Esther Süss、1974年3月19日 - ）は、スイス、フィリゲン出身の女子自転車競技（マウンテンバイクレース）選手。

## 来歴
少年期より活動してきたバスケットボールから転身する形で自転車競技に転向。
2008年
- ヨーロッパ自転車競技選手権大会（欧州選手権）
  - マウンテンバイクマラソン 優勝

2009年
- 世界選手権・マウンテンバイクマラソン 2位

2010年
- 世界選手権・マウンテンバイクマラソン 優勝
- 欧州選手権・マウンテンバイクマラソン 優勝
- スイス選手権・マウンテンバイクマラソン 優勝

2011年
- 世界選手権・マウンテンバイクマラソン 3位

2012年
- 世界選手権・マウンテンバイクマラソン 3位
- ロンドンオリンピック・クロスカントリー 5位